# Tadeusz Koniewicz
Tadeusz Koniewicz (ur. 21 maja 1891 r. we Lwowie, zm. 13 listopada 1945 r. w Zakopanem) – polski malarz, pejzażysta i portrecista, aktor teatralny, żołnierz. 

## Życiorys
W czasie I wojny światowej służył w wojsku austriackim, natomiast po wojnie przez 3 lata służył w wojsku polskim. Był uczniem akwarelisty Aleksandra Augustynowicza. Studia artystyczne ukończył we Lwowie oraz Paryżu. W 1923 roku przeprowadził się do Zakopanego. W 1925 roku został współtwórcą teatru wraz ze Stanisławem Ignacym Witkiewiczem. Wykonywał dla niego dekoracje sceniczne. Występował również jako aktor. Był działaczem Podhalańskiego Związku Artystów Plastyków. W latach 1930–1939 prowadził "Klub Zakopiański". Malował przede wszystkim krajobrazy Zakopanego i Tatr, głównie akwarelą. Swoje obrazy wystawiał w Zakopanem. Tadeusz Koniewicz zmarł w 1945 roku. W latach 1946 oraz 1969 odbyły się wystawy pośmiertne artysty.  Przez Kornela Makuszyńskiego został nazwany Skrzydlatym Koniem.  